# Universitas

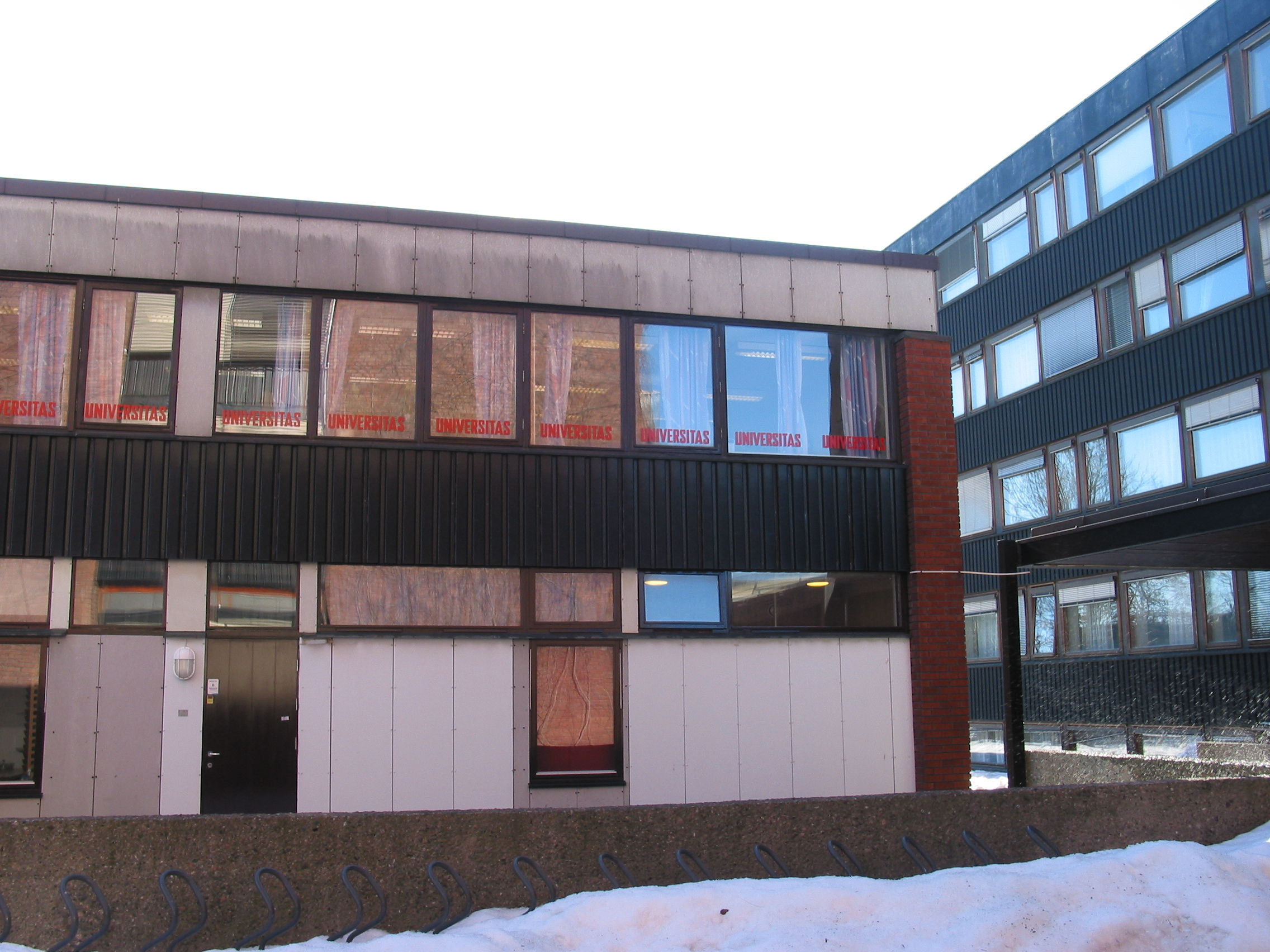
Tidningens kontor på campusområdet i Oslo.

Universitas är en norsk studenttidning vid Universitetet i Oslo. Den har kommit ut sedan 1946 och har nu en upplaga på 17 000 exemplar. 2009 publicerades 35 nummer av tidningen.